# Vranožka
Vranožka (Coronopus) je rod nejčastěji poléhavých bylin rostoucích vesměs na silně narušených a často sešlapávaných jílovitých až písčitých půdách. Na základě analýzy DNA je rod vranožka často považován za součást rodu řeřicha. Vědecký i český název rodu je odvozen od tvaru listu který připomíná vraní nohu.

## Rozšíření
Rod vranožka má skoro kosmopolitní rozšíření (od tropů až téměř po polární oblasti) a bývá rozdělován asi do 10 druhů. V České republice se vyskytuje jediný druh vranožka šupinatá která řídce vyrůstá na teplých místech středních a severozápadních Čech a střední a jižní Moravy.

## Popis
Jednoleté, dvouleté i vytrvalé, lysé nebo řídce chlupaté rostliny s tenkým vřetenovitým kořenem z kterého vyrůstá silně se větvící olistěná lodyha. Ta je obvykle poléhavá, méně často vystoupavá a jen zřídka kdy vzpřímená. Bazální listy, někdy tvořící listovou růžici, mají řapíky, lodyžní listy jsou s řapíky nebo přisedlé. Všechny listy jsou 1 až 3krát peřenosečné nebo peřenodílné.
Květenstvím s drobnými oboupohlavnými květy, se čtyřčetnými květními obaly a malými stopkami, je krátký hrozen vyrůstající z úžlabí listů. Odstávající kališní lístky jsou zelené nebo růžové a mívají široký blanitý lem. Korunní lístky jsou bílé nebo nažloutlé, vzácně i purpurové nebo chybějí. Šest čtyřmocných tyčinek bývá někdy redukováno na čtyři nebo dvě. Semeník se dvěma vajíčky je vejčitý a má krátkou trvalou čnělku.
Nahloučené plody, vyrůstající na vztyčených nebo rozbíhajících se stopkách, jsou hrubostěnné dvoupouzdré šešulky. Bývají dvoukulovité nebo ledvinovité a kolmo na přihrádku jsou mírně zploštělé. Šešulky po dozrání nepukají, některé se ale rozpadávají na dvě semenná pouzdra obsahující po jednom elipsovitém nebo kulovitém, žlutohnědém a hladkém semeni.